# تخصیص جنسی

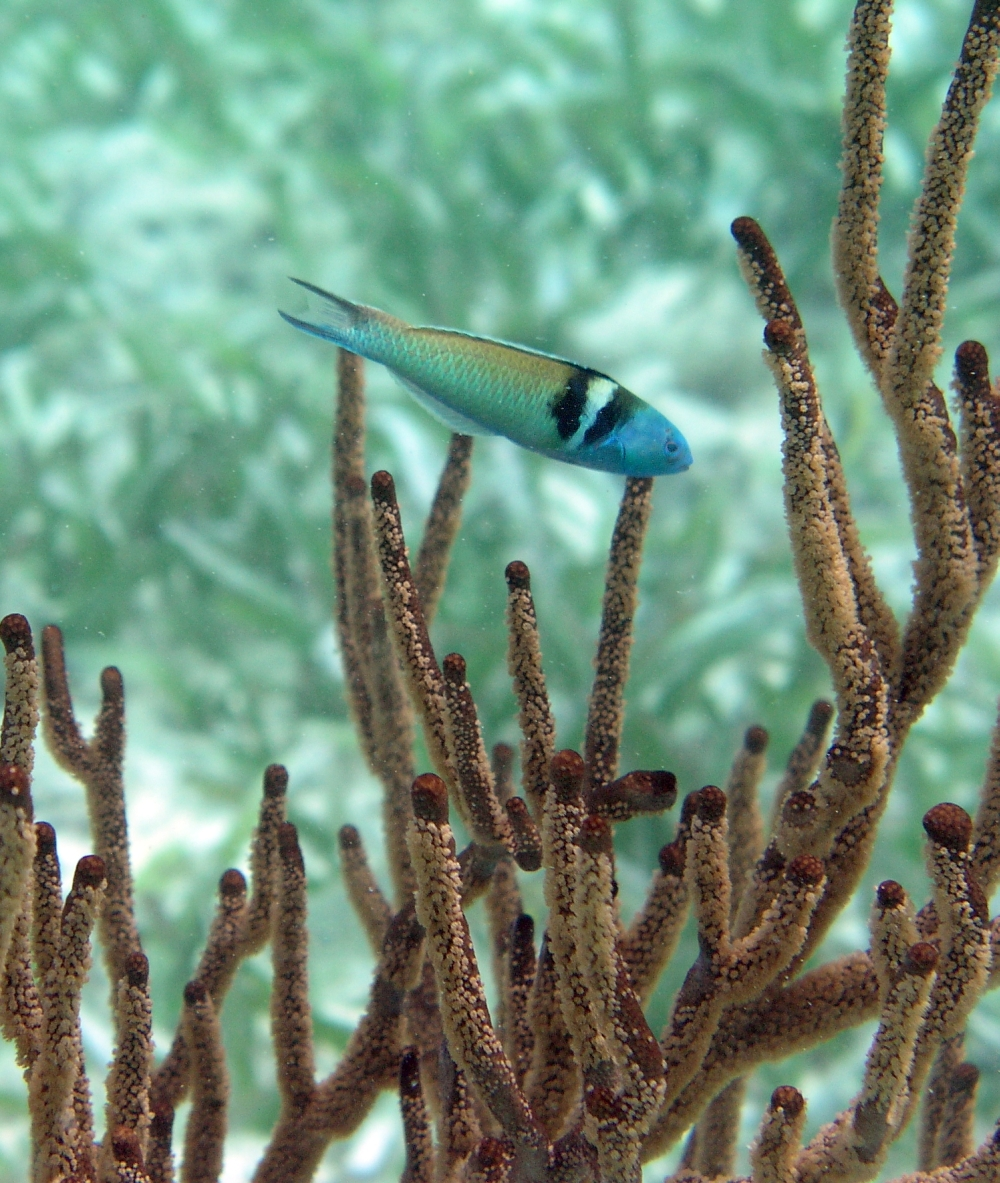
راس سرآبی

تخصیص جنسی (به انگلیسی: Sex allocation)، تخصیص منابع به تولیدمثل نر در برابر ماده در گونه‌های جنسی است. نظریه تخصیص جنسیت توضیح می‌دهد که چرا بسیاری از گونه‌ها تعداد مساوی نر و ماده تولید می‌کنند.